# Les Six Femmes d'Henri VIII
Pour les articles homonymes, voir The Six Wives of Henry VIII (homonymie).
Les Six Femmes d'Henri VIII (The Six Wives of Henry VIII) est une mini-série britannique en six épisodes de 90 minutes produite par Ronald Travers, Mark Shivas et Roderick Graham pour la BBC, réalisée par Naomi Capon et John Glenister, et diffusée du 1er janvier au 5 février 1970 sur BBC Two.
En France, elle a été diffusée à partir du 24 février 1973 sur la Première chaîne de l'ORTF, et au Québec à partir du 11 janvier 1974 à la Télévision de Radio-Canada.
Le très grand succès de la série, suscita une adaptation pour le cinéma en 1972 Henry VIII and His Six Wives, Keith Michell reprenant son rôle, une suite Elizabeth R (en) (1971) qui se consacrait à la vie de la reine Élisabeth Ire et une préquelle The Shadow of the Tower (en) (1972) sur la vie du roi Henri VII.

## Synopsis
Elle évoque la vie et les relations du roi Henri VIII d'Angleterre avec ses six épouses. Chaque épisode se concentre sur l'une des épouses du roi.

## Distribution
- Keith Michell : Henri VIII
- Annette Crosbie : Catherine d'Aragon
- Dorothy Tutin : Anne Boleyn
- Anne Stallybrass (en) : Jeanne Seymour
- Elvi Hale (en) : Anne de Clèves
- Angela Pleasence : Catherine Howard
- Rosalie Crutchley : Catherine Parr
- Patrick Troughton : duc de Norfolk
- John Woodnutt : Henri VII

## Épisodes
1. Catherine d'Aragon
2. Anne Boleyn
3. Jeanne Seymour
4. Anne de Clèves
5. Catherine Howard
6. Catherine Parr

## Récompenses
Keith Michell fut récompensé du BAFTA Awards du meilleur acteur en 1971 et de l'Emmy Award en 1972. Hormis les prix reçus par l'acteur principal, la série fut récompensée de plusieurs BAFTA Awards et d'un prix Italia pour le meilleur programme dramatique.